# Günalan, Kocaköy
Günalan là một xã thuộc huyện Kocaköy, tỉnh Diyarbakır, Thổ Nhĩ Kỳ. Dân số thời điểm năm 2008 là 437 người.